# Europejska Federacja Piłki Ręcznej
Europejska Federacja Piłki Ręcznej (oficjalny skrót EHF, od ang. European Handball Federation) – międzynarodowa organizacja sportowa, zrzeszająca 49 krajowych związków piłki ręcznej oraz 3 członków specjalnych, mająca na celu organizowanie, koordynowanie i promowanie całości spraw związanych z tą dyscypliną sportu (również wersji plażowej) w Europie – zwłaszcza wszelkich, oficjalnych rozgrywek międzynarodowych - klubowych i reprezentacyjnych - we wszystkich kategoriach wiekowych (seniorskich, młodzieżowych, juniorskich) u kobiet oraz mężczyzn.

## Historia
EHF została założona 17 listopada 1991 w Berlinie. 5 czerwca 1992 - podczas pierwszego kongresu organizacji - zdecydowano, że od 1 sierpnia 1992 siedziba EHF będzie się mieściła w Wiedniu. Przez kolejne lata działalności liczba członków federacji zwiększyła się z 29 założycielskich do obecnych 49 (oraz 3 członków specjalnych).
Od sezonu 1993/1994 EHF organizuje wszystkie rozgrywki w ramach europejskich pucharów, dzięki czemu od edycji 1993/1994 dla najlepszych europejskich drużyn klubowych przeprowadzane są zmagania w formacie Ligi Mistrzów oraz Ligi Mistrzyń (wcześniej były to: Puchar Europy Mistrzów Krajowych i Puchar Europy Mistrzyń Krajowych). W 1994 EHF po raz pierwszy zorganizowała mistrzostwa Europy mężczyzn oraz kobiet, które od tego czasu odbywają się co 2 lata.

## Członkowie
| - Albania - Andora - Armenia - Austria - Azerbejdżan - Belgia - Białoruś - Bośnia i Hercegowina - Bułgaria - Chorwacja - Cypr - Czarnogóra - Czechy - Dania | - Estonia - Finlandia - Francja - Grecja - Gruzja - Hiszpania - Holandia - Irlandia - Islandia - Izrael - Liechtenstein - Litwa - Luksemburg | - Łotwa - Macedonia Północna - Malta - Mołdawia - Monako - Niemcy - Norwegia - Polska - Portugalia - Rosja - Rumunia - Serbia - Słowacja | - Słowenia - Szwajcaria - Szwecja - Turcja - Ukraina - Węgry - Włochy - Wielka Brytania - Wyspy Owcze Członkowie specjalni - Anglia - Kosowo - Szkocja |

## Dotychczasowi Przewodniczący
| Imię i nazwisko   | Okres pełnienia funkcji |
| Staffan Holmqvist | 1991 – 2004             |
| Tor Lian          | 2004 – 2012             |
| Jean Brihault     | 2012 –                  |

## Rozgrywki organizowane przez EHF
Reprezentacyjne seniorskie
- Mistrzostwa Europy w piłce ręcznej mężczyzn
- Mistrzostwa Europy w piłce ręcznej kobiet

Klubowe seniorskie
- Liga Mistrzyń piłkarek ręcznych
- Liga Mistrzów piłkarzy ręcznych
- Liga Europejska w piłce ręcznej mężczyzn
- Liga Europejska w piłce ręcznej kobiet
- Puchar Europejski EHF piłkarzy ręcznych
- Puchar Europejski EHF piłkarek ręcznych